# Пік Аделунга
Пік Аделунга (узб. Adelunga choʻqqisi) — найвища точка Пскемського хребта на кордоні Узбекистану і Киргизії. Має висоту 4301 м н.р.м.
Пік Аделунга розташований на крайньому північному сході Ташкентської області Узбекистану. На південний захід від піку Аделунга розташований Пік Бештор, що на 2 м нижчий від Аделунга.

## Виноски
1. 1 2  Adelunga Toghi, Uzbekistan (англ.). Peakbagger.com[d]. Процитовано 02-06-2017.
2. ↑   Аделунг Федір Павлович (1768–1843) — російський історик, лінгвіст, бібліограф

| Гора | Це незавершена стаття про гірську вершину. Ви можете допомогти проєкту, виправивши або дописавши її. |